# MORNING GATE
MORNING GATE（モーニング・ゲート）は、FM PORTで毎週月曜日から金曜日まで放送されていたラジオ番組。

## 概要
FM PORT開局当日の2000年（平成12年）12月20日に放送開始。以後、同局が閉局する2020年（令和2年）6月30日まで、FM PORTの全期間に渡って放送されていた番組である。
末期の番組コンセプトは「役に立つ情報から、全く役に立たない話題まで。入り口は広く奥は細長いうえに逆止弁。1度入ると抜けられないタコツボ的番組」。
番組最初期はグローバル＆ローカルなニュース・スポーツ・ビジネス・エンターテーメントなどの情報を満載して届けるモーニング・ショーとしてスタートした。
2003年4月の改編(同年10月と合わせ全曜日のワイド番組をすべて入れ替える大幅な改編を実施)で6時台に日替わりの1時間番組を編成され、当番組は7:00スタートに変更される。
3か月後の2003年7月、ネットしていたNACK5の『RADIO-X』が6:30まで延長。このため6時台が再編され当番組は6:30スタートに繰り上がる。同時にナビゲーターが遠藤麻理に変わり、以降17年間、番組最終回までを担当することになる。2004年1月、『RADIO-X』のネットを終了し、番組開始を6:00に戻す。
2004年10月の改編で6時台にフィラー音楽プログラムの『PORT WAVE』が編成され、本番組は開始時刻を50分繰り下げ6:50に、更に終了時刻もこれまでの9:00から10:00に繰り下げた。以降番組最終回までの約16年間はこの時間で固定された(9:55からラジオショッピングなどが編成されたことはある)。新たに編成された9時台にはバラエティ色の濃い日替わりコーナーと情報コーナーが設けられた。"モーゲー"という愛称もこの改編後から使われるようになった。

## 歴代ナビゲーター
- 近藤洋子（2000年12月20日 - 2002年3月31日）
- 野沢直子（2002年4月1日 - 2003年3月31日）
- 藤原田恵子（2003年4月1日 - 6月30日）
- 遠藤麻理（2003年7月1日 - 2020年6月30日）

## 放送時間
全て月曜日から金曜日の放送。
- 2000年12月20日 - 2003年3月31日 ・2004年1月1日 - 9月30日 6:00 - 9:00
- 2003年4月1日 - 6月30日 7:00 - 9:00
- 2003年7月1日 - 12月31日 6:30 - 9:00
- 2004年10月1日 - 2020年6月30日 6:50 - 10:00

## コーナー・タイムテーブル
2020年5月現在
6時台
- 6:56 天気予報

7時台
- 7:00 ニュース
- 7:06 今日は何の日？
- 7:20 マンスリー朱鷺メッセ（最終金曜日）
- 7:25 天気予報
- 7:28 道路情報
- 7:35 今日の血液型占い
- 7:40 エンタメ・フラッシュ・ランキング
- 7:55 天気予報

8時台
- 8:00 ニュース
- 8:05 道路情報
- 8:07 PICK UP NEWS
- 8:17 天気予報
- 8:20 SPORTS EXPRESS
- 8:35 HAPPY NEWS
- 8:51 天気予報
- 8:53 道路情報

9時台
- 9:00
  - （月）遠藤麻理のメンタル・タフネス
  - （火）Around The World（久世留美子）
  - （水）オチ付け！ニッポン！（越智敏夫）
  - （木）災害復興支援情報
  - （金）金曜オーディション
- 9:25
  - （月）マリーズセレクション
  - （火）ことばのこばと
  - （水）自由時間1
  - （木）自由時間2
  - （金）遠藤コラム
- 9:46 ニュース
- 9:48 道路情報

閉局前に終了したコーナー
- えんどうまめ
- サウンドインテリア
- ハローマイライフ
- ホットコリア!
- 商工会議所インフォメーション
- 恋のハッスル相談室
- ecoひいき
- 兵藤先生とレッツゴー
- サークルM
- あなたならどうする
- ヘルシーライフ
- 常識について本気出して考えてみた
- 信濃川ウォーターシャトル
- M指定
- ABCから始めよう
- BRUSH UP
- 城丸正のGO STRAIGHT